# Thaia theroni
Thaia theroni är en insektsart som först beskrevs av Irena Dworakowska 1974.  Thaia theroni ingår i släktet Thaia och familjen dvärgstritar. Inga underarter finns listade i Catalogue of Life.